# Wanda Metropolitano

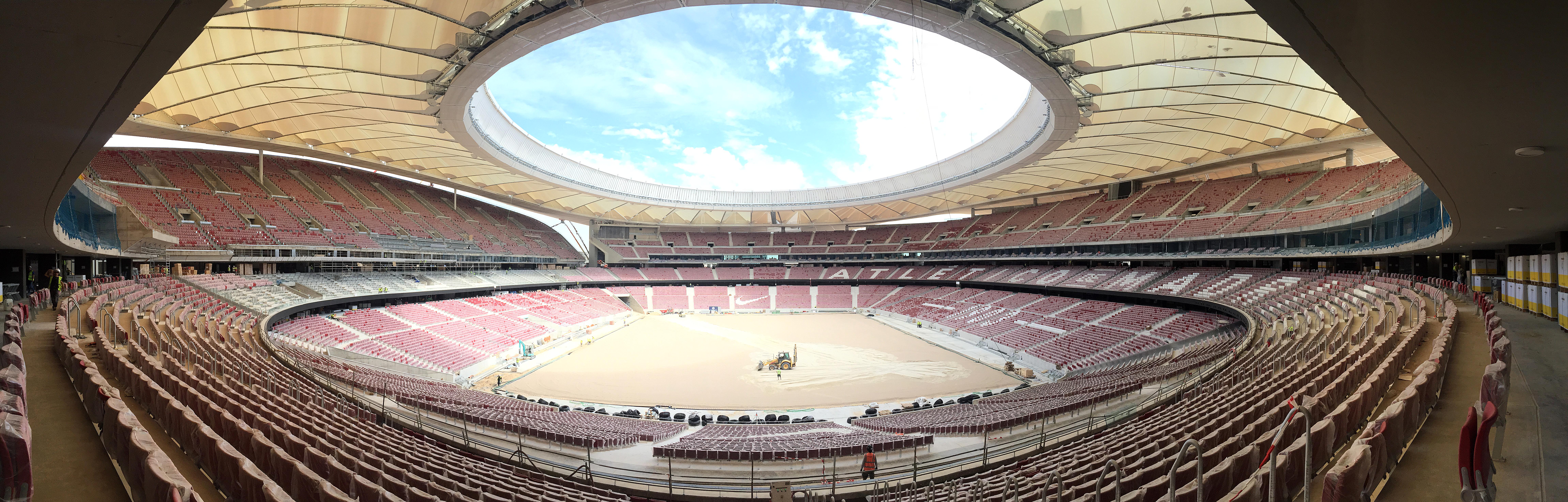
Interiör

Cívitas Metropolitano är en fotbollsarena i Madrid i Spanien. Den är hemmaarena för Atlético Madrid sedan säsongen 2017−18 och är belägen i San Blas-distriktet i östra delarna av Madrid.
Arenan gick tidigare under namnen Estadio de la Comunidad de Madrid, Estadio Olímpico de Madrid och vanligare med sitt smeknamn Estadio La Peineta. Det kinesiska företaget Wanda Group gick i december 2016 in som namnsponsor. Den 19 juli 2022 ingick klubben och företaget Grupo Cívitas i ett tioårigt sponsoravtal. En del av överenskommelsen är att arenan ändrar namn till Cívitas Metropolitano. På grund av UEFA:s sponsringsregler heter arenan Estadio Metropolitano i Europasammanhang.

## Historia
Under början av 1990-talet lämnade Madrid in en ansökan om att vara värd för friidrotts-VM 1997, varpå det planerades för en olympisk stadion i östra Madrid, bredvid motorvägen M-40. Byggandet av den nya arenan inleddes 1990 baserat på en design av arkitektbyrån Cruz y Ortiz. Byggnationen avslutades 1993 och arenan invigdes i september 1994. Den ovalformade arenan hade en kapacitet på 20 000 åskådare och blev i folkmun kallad La Peineta (kammen) på grund av dess likhet med den traditionella hårkammen.
Friidrotts-VM 1997 hamnade dock i Aten och La Peineta kom att användas för mindre sport- och kulturevenemang innan den stängdes under 2004.

### Ny arena
År 2004 stängdes stadion för ett framtida projekt i samband med Madrids ansökan för sommar-OS 2016. Efter att ansökan avslagits under 2009 gjordes många förslag till arenans framtida användning. Slutligen meddelade Atlético Madrid den 11 september 2013 sina planer på att bygga en ny hemmaarena på La Peinetas plats. Således överfördes äganderätten officiellt till klubben från staden.
Den nya arenan rymmer 67 703 åskådare varav samtliga sittplatser täcks av ett nytt tak. Den 17 september 2017 invigdes Wanda Metropolitano i en match mellan Atlético Madrid och Málaga CF. Kung Felipe VI var på plats och Antoine Griezmann gjorde första målet på arenan och matchens enda mål.